# Telfs
Telfs – gmina targowa w Austrii, w kraju związkowym Tyrol, w powiecie Innsbruck-Land. Liczy 15224 mieszkańców (1 stycznia 2015).

## Współpraca
Miejscowości partnerskie:
- Elzach, Niemcy
- Lana, Włochy